# Criminal (film 2004)
Criminal è un film statunitense-argentino del 2004 diretto da Gregory Jacobs.
È un remake del film argentino Nove regine (Nueve Reinas) diretto da Fabián Bielinsky (2000).